# Polybia quadricincta
Polybia quadricincta är en getingart som beskrevs av Henri de Saussure 1854.
Polybia quadricincta ingår i släktet Polybia och familjen getingar. Inga underarter finns listade i Catalogue of Life.